# Lenguas paláunguicas
Las lenguas paláunguicas o palaung-wa forman una rama de las lenguas austroasiáticas formada por una treintena de lenguas.

## Descripción lingüística
La mayor parte de las lenguas palaung-wa han perdido el contraste entre sonoras y sordas, en algunos casos dicha distinción ha pasado a la focal siguiente (que puede ser sorda o sonora). En la rama wa las vocales que seguían a una consonante sorda pasan a ser vocales con un modo de fonación murmurada, mientras que en la rama palaung-riang las vocales se desdoblan en dos registros tonales según la consonante previa fuera sorda o sonora originalmente. Las lenguas angkúicas tienen tonos de contorno, la lengua u, por ejemplo, tiene cuatro tonos, alto, bajo, ascendente, descendente - pero estos se desarrollaron a partir de la cantidad vocálica y la naturaleza de la coda consonántica, no parecen haberse visto influidas por la sonoridad de la consonante precedente.

### Comparación léxica
Los numerales comparados de diferentes lenguas paláunguicas orientales son:
| GLOSA | Danau   | Pale  | Riang       | Yinchia   | PROTO- PALAUNG Or. |
| ----- | ------- | ----- | ----------- | --------- | ------------------ |
| 1     | ăkɔt3   | ʔu    | hɔk-        | hɔ˦       | *hok-              |
| 2     | an4     | ʔa    | kə̆ ʔar-     | ɡɑ˧ ʔar˦  | ʔar-               |
| 3     | ui4     | ʔoi   | kə̆ wai-     | ɡɑ˧ wai˦  | *wai               |
| 4     | pən4    | pʰuan | kə̆ pʊn-     | ɡɑ˧ bon˦  | *puan              |
| 5     | θôn4    | pʰan  | kʰan-~ han- | kʰan˦     | *pʰ-θôn            |
| 6     | tun1    | dɔ    | tual-       | doal˧˥    | *tual-             |
| 7     | pat4    | bɤu   | tə̆ pul-     | dɑ˧ bul˦  | *pol               |
| 8     | tsan4   | da    | pər̆ taʔ-    | bɤr˧ daʔ˦ | *taʔ-              |
| 9     | tsən4   | dim   | tiːm-       | dim˧˥     | *tim-              |
| 10    | măkyén4 | gʌ    | sʰə̆kɔl-     | sɑ˧ ɡɔl˦  | *gol-              |
Para las lenguas paláunguicas occidentales se tiene:
| GLOSA | Angkuico   | Angkuico      | Angkuico | Lamet  | Wa             | Wa            | Wa                | Wa      | Wa       | PROTO- PALAUNG Oc. |
| GLOSA | Hu         | Manmet (Kemi) | Samtao   | Lamet  | Blang (bulang) | Bo Luang Lawa | Mae Hong Son Lawa | Vo-Awa  | Parauk   | PROTO- PALAUNG Oc. |
| ----- | ---------- | ------------- | -------- | ------ | -------------- | ------------- | ----------------- | ------- | -------- | ------------------ |
| 1     | a mɔ31     | m̩ ɔ31         | tèʔ      | mʊːj   | tiʔ31          | teʔ           | tiʔ               | tʰɛiʔ   | tiʔ      | *moːi              |
| 2     | ka a33     | au31          | ra       | ləˀáː  | lal35          | laʔa          | lʌa               | rɑ      | raː      | *la-ʔar            |
| 3     | ka oi31    | ɔi31          | loi      | ləˀoːj | loi35          | laʔɔi         | lʌue              | luɛ     | loe      | *la-ʔoi            |
| 4     | a pʰon31   | pʰon31        | pun      | poːn   | pun35          | pa̰ɨŋ          | paon              | pon     | pun      | *poːn              |
| 5     | pa θan35   | ɕɛn55         | pʰɔn     | pʰan   | pʰɔn35         | pʰuan         | pʰawn             | pʰuɑn   | pʰɯən    | *pʰuan(?)          |
| 6     | n̩ ́tʰɔl33   | tʰon31        | lèah     | taːl   | lel̥33          | leh           | laeh              | liɯh    | lɯɛːh    | *toːl-             |
| 7     | n̩ ́tʰil33   | (tɕet53)      | alèah    | puːl   | ʔa31ka331lel̥33 | ˀa leh        | aːlaeh            | ˀɑ liɯh | ʔaː lɛːh | *                  |
| 8     | ma tʰa31   | (pɛt13)       | sɪtaɪ    | taˀ    | xɔŋ31tiʔ31     | sa teʔ        | sʌ teʔ            | si tɛʔ  | ʃiː dəiʔ | *taiʔ              |
| 9     | ma ŋɔm31   | (kau13)       | sɪtɪm    | tiːm   | kaˀ31 tim35    | sa taɨɲ       | sʌ taim           | si tem  | ʃi dɪm   | *tiːm              |
| 10    | ma ŋ̩ ́kit31 | kʰiou31       | (sʰɪp)   | kéːl   | kul33          | kua           | kao               | kɔ      | kao      | *koːl              |
Los términos entre paréntesis son préstamos de variedades sinotibetanas.